# Katja Rebolj
Katja Rebolj, slovenska nabiralka, zeliščarka, doktorica znanosti, raziskovalka in predavateljica, * 1979, Ljubljana.

## Življenje in delo
Katja Rebolj je študirala biologijo in diplomirala leta 2003 na Biotehniški fakulteti Univerze v Ljubljani, doktorirala pa leta 2009 na Medicinski fakulteti Univerze v Ljubljani.

## Delovanje
Je avtorica številnih člankov od divji hrani, zdravilnih plevelih in užitnem cvetju. Knjigi Narava vedno zmaga (COBISS) in Zdravilni pleveli: rastline prihodnosti sta uspešnici (COBISS).
Je organizatorka Festivala nabiralništva, vodi spletno člansko skupnost Nabiralci. Predava in vodi seminarje za strokovno in splošno javnost. Nastopala je v Netflix seriji Restavracije na robu, epizoda Slovenija.